# Thlaspi lilacinum
Thlaspi lilacinum là một loài thực vật có hoa trong họ Cải. Loài này được Boiss. & A. Huet miêu tả khoa học đầu tiên năm 1856.